# Le Testament de Cromwell Stone
Le Testament de Cromwell Stone est le troisième album de la série de bande dessinée Cromwell Stone, écrite et dessinée par Andreas. Cet album a été publié en septembre 2004 aux éditions Delcourt. Il s'agit de la conclusion d'une trilogie débutée 20 ans plus tôt, avec la publication en 1984 du premier album.
Arrivée en Écosse pour accomplir la promesse faite à Cromwell Stone à la fin du volume précédent, Marlène Parthington découvre le secret de son passé.

## Résumé
Le récit se déroule en Écosse, et le personnage principal est Marlène Parthington. Unique survivante d'un accident d'avion dont elle n'a gardé aucun souvenir, elle a été recueillie par un couple âgé, Mary et Joe Achnacon, qui habitent près d'un village nommé Mortach Mór. Le couple décide de s'occuper de la jeune femme, car elle leur rappelle Jessy, leur fille décédée. 
Au cours d'une promenade, Marlène rencontre Phil Parthington Junior, devenu "simple enveloppe charnelle" possédée par l'être surhumain créé par les sensoriels. 
Se promenant dans la campagne écossaise, Marlène est attirée par une tour en ruine. Mary lui explique que cet édifice est une "sentinelle", et qu'il en existe plusieurs en Écosse, et que son origine serait préhistorique. Marlène décide d'y déposer le coffret qui lui avait été confié par Cromwell Stone. En lisant les pages du journal de Cromwell Stone, contenu dans le coffret, Marlène réalise qu'elle possède elle-même des pouvoirs surhumains, mais cette découverte efface sa mémoire.

### Personnages
- Marlène Parthington : épouse de Phil Parthington Junior.
- Mary et Joe Achnacon. Le père de Joe était un marin, et ami de Christopher Stone, le père de Cromwell.
- Constance : une dame âgée de 103 ans. Elle décède d'une crise cardiaque après avoir aperçu Marlène.
- Hermione Braemar : une domestique qui s'occupait de Constance.

## Histoire éditoriale
- Publication en album, Delcourt, septembre 2004,  (ISBN 2-84789-101-3)
- Inclus dans L'intégrale Cromwell Stone, Delcourt, 2013, 144 pages,  (ISBN 9782756038926).